# مسجد جامع فیروزآباد
مسجد جامع فیروزآباد مربوط به سدهٔ ۹ هجری قمری است و در شهرستان میبد، روستای فیروزآباد واقع شده و این اثر در تاریخ ۲۷ مرداد ۱۳۶۴ با شمارهٔ ثبت ۱۶۸۰ به‌عنوان یکی از آثار ملی ایران به ثبت رسیده است.